# Salomon-Inseln
Die Salomon-Inseln oder Salomonen ist eine südöstlich von Neuguinea gelegene Inselgruppe im Südpazifik. Der 1978 gegründete Inselstaat Salomonen umfasst den größten Teil der Inselgruppe.

## Geographie
Die Salomon-Inseln erstrecken sich über eine gesamte Landfläche von 28.896 km², verteilt auf über 1000 Inseln, von denen 345 bewohnt sind. Mit 8800 km² ist Bougainville die größte der Inseln. Mit 2715 m ist der Mount Balbi der höchste Berg der Inselgruppe. Die zweitgrößte Insel der Gruppe ist Guadalcanal mit  5336 km². Auf dieser befindet sich der Mount Popomanaseu, mit einer Höhe von 2335 m.
Die nördlichen Salomon-Inseln, insbesondere die Inseln Bougainville und Buka, gehören heute politisch zu Papua-Neuguinea. Die restlichen Inseln gehören zum seit 1978 selbständigen Inselstaat Salomonen.

## Geschichte
Ursprünglich von Einwohnern Neuguineas besiedelt, entdeckte der spanische Seefahrer Alvaro de Mendaña de Neyra die Inselgruppe 1568 für die Europäer. In der Annahme auf das sagenumwobene Ophir gestoßen zu sein (aus dem lt. Bibelbericht einst König Salomo von Israel die enormen Mengen an Gold für den Bau des nach ihm benannten Tempels in Jerusalem  bezog), gab der Entdecker der Inselgruppe den Namen Salomon. De Mendaña de Neyra hoffte seinerseits große Mengen Gold auf den Salomonen zu finden. Dies blieb doch erfolglos. Allerdings wird die Suche nach Gold bis heute fortgesetzt; die Regierung der Salomonen vergibt dazu zahlreiche Konzessionen.
1767 wurden die Inseln durch Philipp Carteret wiederentdeckt, nachdem sie 200 Jahre lang aufgrund eines Kartierungsfehlers „verloren“ gegangen waren. Aber erst 1883 nahmen die Briten die Inseln in Besitz, als Reaktion auf deutsche Expansionsbestrebungen in der Region. Mit dem Abschluss des Samoa-Vertrages vom 14. November 1899 in Berlin wurde die Grenze zwischen den beiden Interessengebieten östlich der Inseln Buka und Bougainville gezogen, die zur deutschen Kolonie Deutsch-Neuguinea gehörten, während der größere südliche Teil der Inselgruppe im British Solomon Islands Protectorate verblieb.
Während des Ersten Weltkriegs wurde Deutsch-Neuguinea ohne größere Kämpfe von Australien besetzt, dem es nach dem Krieg als Mandat des Völkerbundes zugesprochen wurde. Das Mandatsgebiet wurde als Territorium Papua organisiert. Während des Zweiten Weltkriegs wurden die Salomon-Inseln von Japan besetzt und konnten von den Alliierten USA, Australien und Neuseeland erst in blutigen Kämpfen zurückerobert werden, wobei die Schlacht um Guadalcanal die erste große Offensive der Alliierten gegen Japan darstellte.
1949 wurde das Mandatsgebiet Papua mit dem ehemaligen Britisch-Neuguinea administrativ zum Territorium Papua und Neuguinea zusammengefasst, das 1975 als Papua-Neuguinea unabhängig wurde, zu dem die nördlichen Salomonen mit Buka und Bougainville bis heute gehören. Die britische Kolonie wurde 1978 als Solomon Islands unabhängig.
1989 bis 1997 versuchte eine Unabhängigkeitsbewegung in einem Bürgerkrieg, Bougainville von Papua-Neuguinea zu lösen. Auch nach Ende des Bürgerkrieges blieb die Insel ein Konfliktgebiet. Seit 2005 bilden die Insel und einige Nachbarinseln die Autonome Region Bougainville. In einem Referendum 2019 sprachen sich bei hoher Beteiligung 97,7 % der Abstimmenden für die Unabhängigkeit aus.
Auf den Salomonen wird der Salomonen-Dollar (SBD) als offizielle Währung verwendet, mit Ausnahme der zu Papua-Neuguinea gehörenden Gebiete.

## Klima
Die Salomon-Inseln liegen in den Tropen. Die Temperatur auf den Inseln wird auf Grund der Nähe zum Äquator kaum durch jahreszeitliche Schwankungen beeinflusst und befinden sich im Durchschnitt zwischen 26 und 27 °C und die Wassertemperaturen zwischen 23 und 28 °C. An der Küste ist es meist wärmer als im gebirgigen Inland.